# Francisco Antonio López
Francisco Antonio López Benedith (Tela, Honduras, 3 de octubre de 1989) es un futbolista hondureño. Juega de mediocampista y su equipo actual es el Real Sociedad de la Liga Nacional de Honduras.

## Clubes
| Club             | País     | Año             |
| ---------------- | -------- | --------------- |
| Olimpia          | Honduras | 2007 - 2009     |
| Deportes Savio   | Honduras | 2009 - 2011     |
| Atlético Choloma | Honduras | 2011            |
| Platense         | Honduras | 2012 - 2013     |
| Victoria         | Honduras | 2013            |
| Deportes Savio   | Honduras | 2014 - 2015     |
| Platense         | Honduras | 2015            |
| Alianza Becerra  | Honduras | 2016            |
| Real Sociedad    | Honduras | 2016 - Presente |

## Palmarés

### Campeonatos nacionales
| Título        | Club    | País     | Año  |
| ------------- | ------- | -------- | ---- |
| Clausura 2008 | Olimpia | Honduras | 2008 |
| Clausura 2009 | Olimpia | Honduras | 2009 |